# Petr Kraut
Petr Kraut (* 7. března 1967), rodným jménem Petr Krautwurst, je bývalý český fotbalový záložník. V roce 1989 se oženil a příjmení si zkrátil. Jeho synem je fotbalista Dominik Kraut. Dalšími potomky jsou Natálie a Daniel.

## Fotbalová kariéra
V československé a české lize hrál za Vítkovice a Bohemians Praha. Nastoupil celkem ve 114 utkáních a dal 5 gólů. Ve druhé lize, v níž hrál za TJ Ostroj Opava, VTJ Tábor, FC Karviná/Vítkovice, FK Baník Havířov a SK Železárny Třinec, nastoupil ve více než 100 utkáních a dal 12 gólů.

## Ligová bilance
| Ročník           | Zápasy | Góly | Minuty | Klub                 |
| ---------------- | ------ | ---- | ------ | -------------------- |
| II. liga 1985/86 | 23     | 1    | –      | TJ Ostroj Opava      |
| II. liga 1987/88 | 11     | 3    | –      | VTJ Tábor            |
| I. liga 1988/89  | 10     | 0    | 552    | TJ Vítkovice         |
| I. liga 1989/90  | 16     | 1    | 1 299  | TJ Vítkovice         |
| I. liga 1990/91  | 23     | 0    | 1 981  | TJ Vítkovice         |
| I. liga 1991/92  | 23     | 2    | 1 916  | TJ Vítkovice         |
| I. liga 1992/93  | 24     | 1    | 1 892  | SSK Vítkovice        |
| I. liga 1993/94  | 11     | 1    | 948    | FC Kovkor Vítkovice  |
| II. liga 1994/95 | –      | 3    | –      | FC Karviná/Vítkovice |
| I. liga 1994/95  | 7      | 0    | 557    | FC Bohemians Praha   |
| II. liga 1995/96 | 22     | 4    | –      | FK Baník Havířov     |
| II. liga 1996/97 | 14     | 0    | –      | FK Baník Havířov     |
| II. liga 1996/97 | 13     | 0    | –      | SK Železárny Třinec  |
| II. liga 1997/98 | 16     | 1    | –      | SK Železárny Třinec  |
| CELKEM I. LIGA   | 114    | 5    | 9 145  |                      |
| CELKEM II. LIGA  | –      | 12   | –      |                      |